# Evidentialiteit
Evidentialiteit is een begrip in de taalkunde dat betrekking heeft op het met behulp van grammaticale markeerders (met name affixen, clitica of partikels) expliciet aangeven uit welke bron de gegeven informatie afkomstig is of waar deze anderszins op is gebaseerd. 

## Geschiedenis
Evidentialiteit werd voor het eerst opgemerkt door Franz Boas in 1911, toen hij in de inleiding op zijn werk The Handbook of American Indian Languages het Kwakiutl en de grammatica van de Tsimshiaanse talen besprak. Later (in 1957) werd de term door Roman Jakobson nader uitgewerkt met betrekking tot de op de Balkan gesproken talen en onderscheiden van wijs.

## Aanverwante verschijnselen
Evidentialiteit wordt vaak beschouwd als een modaliteit met een epistemologisch karakter. Sommige taalkundigen zijn daarentegen van mening dat het hier in de eerste plaats een deiktisch verschijnsel betreft, terwijl epistemische modaliteit hoofdzakelijk evaluatief is.

## Functie
In veel Indo-Europese talen wordt de bron en/of betrouwbaarheid van de gegeven informatie weergegeven door middel van modale werkwoorden, zoals moeten en zullen in het Nederlands, of door middel van proposities zoals il me semble in het Frans. Deze elementen zijn echter optioneel en vormen geen aparte lexicale categorie. In talen met evidentialiteit zijn de taalelementen die deze informatie bevatten zelfstandige grammaticale markeerders die nauw verwant zijn aan zaken als tempus, aspect (taalkunde) en epistemische modaliteit, maar hier niettemin los van staan.
Een voorbeeld van evidentialiteit is te zien in het Oostelijk Pomo, waar vier evidentialiteitssuffixen aan het werkwoord   kunnen worden toegevoegd: -ink’e (sensorieel, niet-visueel), -ine (inferentieel), -·le (gerucht), -ya (rechtstreeks verkregen kennis).
| sensorieel, niet visueel | pʰa·békʰ-ink’e | "verbrand" [de spreker heeft de verbranding zelf gevoeld]      |
| inferentieel             | pʰa·bék-ine    | "duidelijk verbrand" [de spreker heeft het bewijs gezien]      |
| gerucht (gerapporteerd)  | pʰa·békʰ-·le   | "verbrand, zegt men" [de spreker heeft het van horen zeggen]   |
| rechtstreekse kennis     | pʰa·bék-a      | "verbrand" [de spreker is er rechtstreeks getuige van geweest] |

## Soorten markering
Er worden twee soorten evidentiële markering onderscheiden:
1. de markering van indirectheid
2. de evidentiële markering
Bij de eerste variant wordt wel van de bron als zodanig melding gemaakt, zonder verdere specificaties. Bij de tweede variant wordt niet alleen van de bron als bewijsmateriaal melding gemaakt, maar wordt bovendien nader ingegaan op de precieze aard van het betreffende bewijsmateriaal.

#### Markering van indirectheid
De indirectheidssystemen worden gebruikt in de Iraanse talen, de Fins-Oegrische talen en de Turkse talen. Bij indirecte bronaanduiding wordt bij het noemen van de bron alleen nadruk gelegd op de manier waarop de informatie door de toehoorder wordt ontvangen. Over de bron zelf worden dus geen nadere gegevens verschaft: de informatie kan dus bijvoorbeeld afkomstig zijn van een gerucht, conclusie of waarneming. Het volgende voorbeeld betreft twee werkwoordsvormen in het Turks:
| gel-di              | gel-miş                                                           |
| komen-VERLEDEN TIJD | komen-INDIRECTE VERLEDEN TIJD                                     |
| "is gekomen"        | "is duidelijk/klaarblijkelijk gekomen, is gekomen bij mijn weten" |
In de eerste vorm geldi geeft het ongemarkeerde suffix -di de verleden tijd aan. In de tweede vorm gelmiş geeft het suffix -miş eveneens de verleden tijd aan, maar met een nuancering van indirectheid die voortvloeit uit het feit dat de gegeven informatie uit secundaire bronnen afkomstig is.

#### Evidentialiteit
Bij de tweede vorm van evidentialiteit wordt niet alleen vermeld dat de informatie uit een bron afkomstig is, maar wordt tevens nader ingegaan op de precieze aard van die bron. Vaak gaat het daarbij om een zintuiglijke waarneming (horen, zien, ruiken) waarbij de spreker dus een rechtstreekse getuige is, maar de spreker kan het ook weer van iemand anders gehoord hebben. In dat geval is hij dus geen rechtstreekse getuige. In een klein aantal talen wordt nog een derde vorm van evidentialiteit onderscheiden.
Zintuiglijke evidentialiteit wordt vaak nog verder onderverdeeld, bijvoorbeeld in een visuele en een niet-visuele categorie (niet-visueel = ruiken, horen, voelen). In het Kashaya bestaat een aparte vorm voor de auditieve evidentialiteit. Bij inferentiële evidentialiteit is geen sprake van rechtstreekse waarneming, maar kan de gegeven informatie gemakkelijk worden gededuceerd op grond van fysiek bewijs, algemene kennis, opgedane ervaring in soortgelijke situaties enz. Hiermee wordt ook vaak de epistemische modaliteit omschreven. Bij gerapporteerde evidentialiteit is de informatie door een derde aan de spreker voorgelegd. Soms wordt daarnaast nog een nader onderscheid wordt gemaakt tussen letterlijke citaten (waarbij de informatie zeer betrouwbaar is) en geruchten (waarbij de informatie minder betrouwbaar is), zoals in dit voorbeeld uit het Shipibo:
- a-ronki-ai, "Zij / Men zegt dat ze het gaat doen", waarbij ronki- de markeerder is van het letterlijke citaat.

## Evidentialiteit in verschillende talen
Het aantal evidentialiteitsmarkerende elementen in een taal varieert van 2 tot 8 en uiteraard is de functie van de markeerders niet overal hetzelfde. Het hieronder gegeven overzicht geeft bij elke mogelijke combinatie (bijvoorbeeld A1, A2 en A3) een of enkele talen als voorbeeld. De letter A staat verder voor twee verschillende evidentialiteitsmarkeerders in een taal, de letter B voor drie, enz. Het meest voorkomende type is A3.
Systemen met twee markeerders
- A1. spreker getuige / geen getuige (Jarawara, Yukaghir, Mỹky, Godoberi, Kalasha, Khowar, Yanam)
- A2. niet-rechtstreekse bron / anders (Abchazisch, Wogoels, Netes, Enets, Selkup, noordoostelijke Kaukasische talen)
- A3. gerapporteerd / anders (Enga, Tauya, Lezgisch, Kham, Estisch, Lijfs, de Tibeto-Birmaanse talen en verschillende inheemse talen van Zuid-Amerika)

Systemen met drie markeerders
- B1. sensorieel-visueel / inferentieel / gerapporteerd (Aymara, Qiang, Quechua-talen)
- B2. sensorieel-visueel / sensorieel niet-visueel / inferentieel (Washoe)
- B3. sensorieel, niet-visueel / inferentieel / gerapporteerd (Retuarã, Noordelijk Pomo)

Systemen met vier markeerders
- C1. sensorieel-visueel / sensorieel, niet-visueel / inferentieel / gerapporteerd (Tariana, Xamatauteri, Oostelijk Pomo, oostelijke Tucanoaanse talen)
- C2. sensorieel-visueel / inferentieel 1 / inferentieel 2 / gerapporteerd (Tsafiki, Pawnee)
- C3. sensorieel, niet-visueel / inferentieel 1 / inferentieel 2 / gerapporteerd (Wintu)
- C4. sensorieel-visueel / inferentieel / gerapporteerd 1 / gerapporteerd 2 ( Zuid-Oost Tepehua)

Systemen met vijf tot acht markeerders
- D1. sensorieel-visueel / sensorieel, niet visueel / inferentieel / gerapporteerd / verondersteld (Tuyuca, Tucano)
- D2. spreker / inferentieel / gerapporteerd / verondersteld / « interne ondersteuning » (Nambiquaraanse talen)
- D3. sensorieel-visueel / sensorieel, niet-visueel / inferentieel / gerapporteerd / vernomen van bekende bron / rechtstreekse deelname (Fasu)
- D4. sensorieel, niet-visueel / inferentieel 1 / inferentieel 2 / inferentieel 3 / gerapporteerd (Westelijk Apache)